# Coriscao

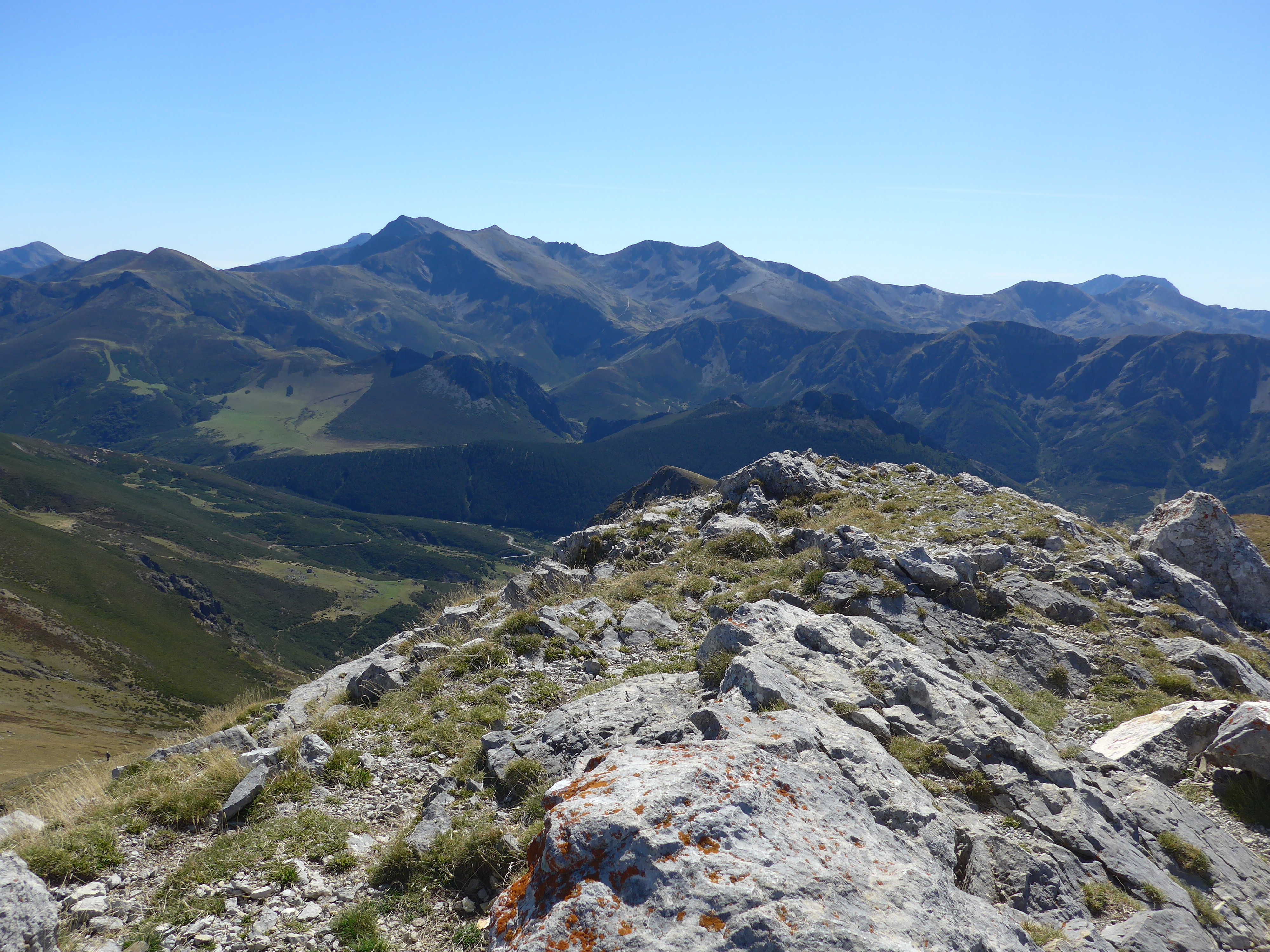
Peña Prieta y otros montes de la Montaña Palentina desde el pico Coriscao

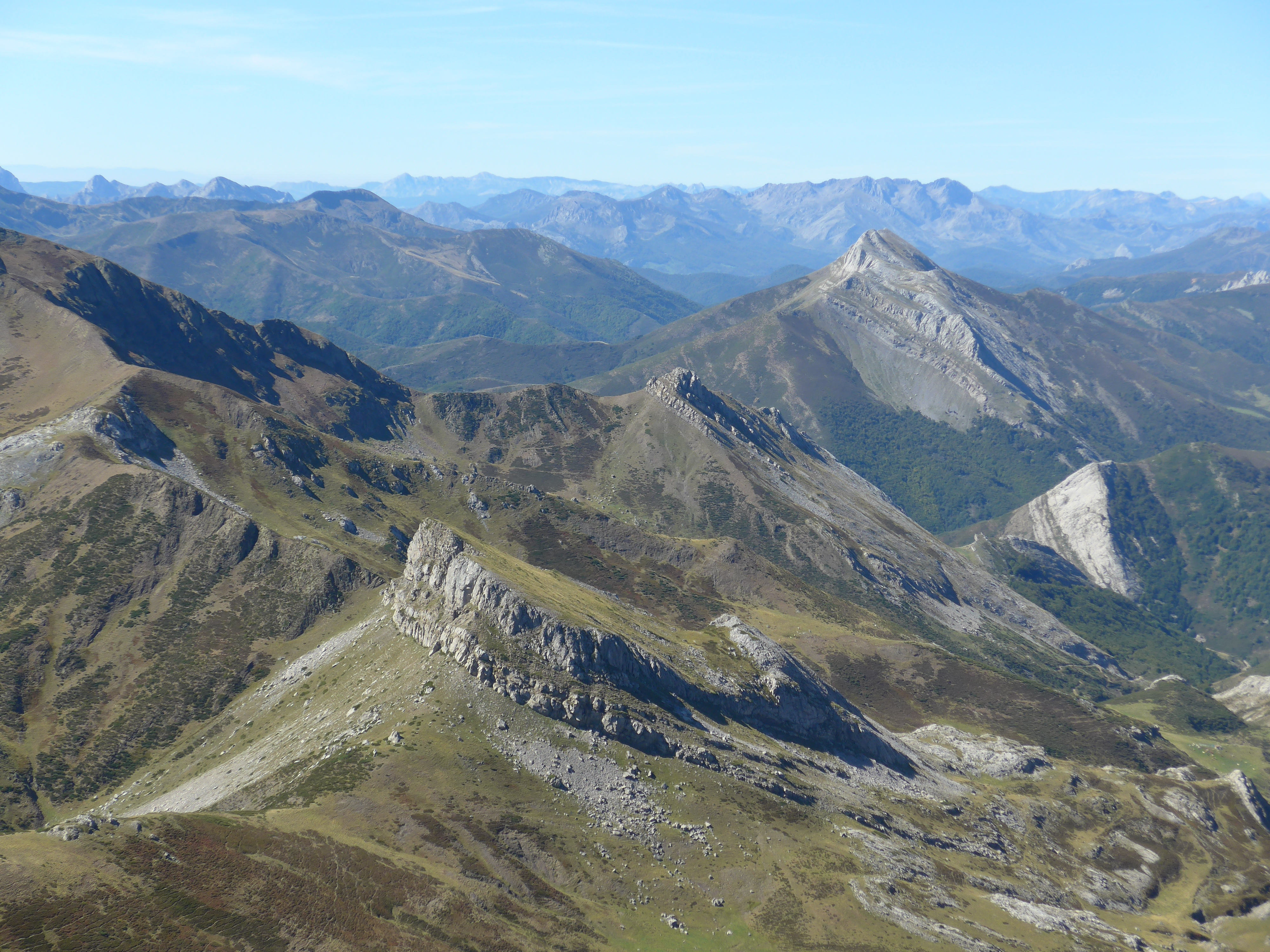
Vistas desde el Coriscao hacia el macizo del Mampodre y otros montes de la Cordillera Cantábrica.

El Coriscao o Coriscáu es un pico situado al noroeste del puerto de San Glorio, en el municipio de Camaleño (Cantabria, España), aunque también entra en la provincia de León. En su cima tiene un vértice geodésico, uno de los dos vértices del municipio de Camaleño, junto al del Cortés, con una altitud de 2234,50 m s. n. m. en la base del pilar.

## Toponimia
El topónimo Coriscáu empleado para denominar este pico calizo proviene del término latino coruscāre que significa brillar.

## Geología
En el área de un nivel inferior, desde Llánaves, predominan los conglomerados del carbonífero, para posteriormente aflorar pizarras y calizas.

## Ruta

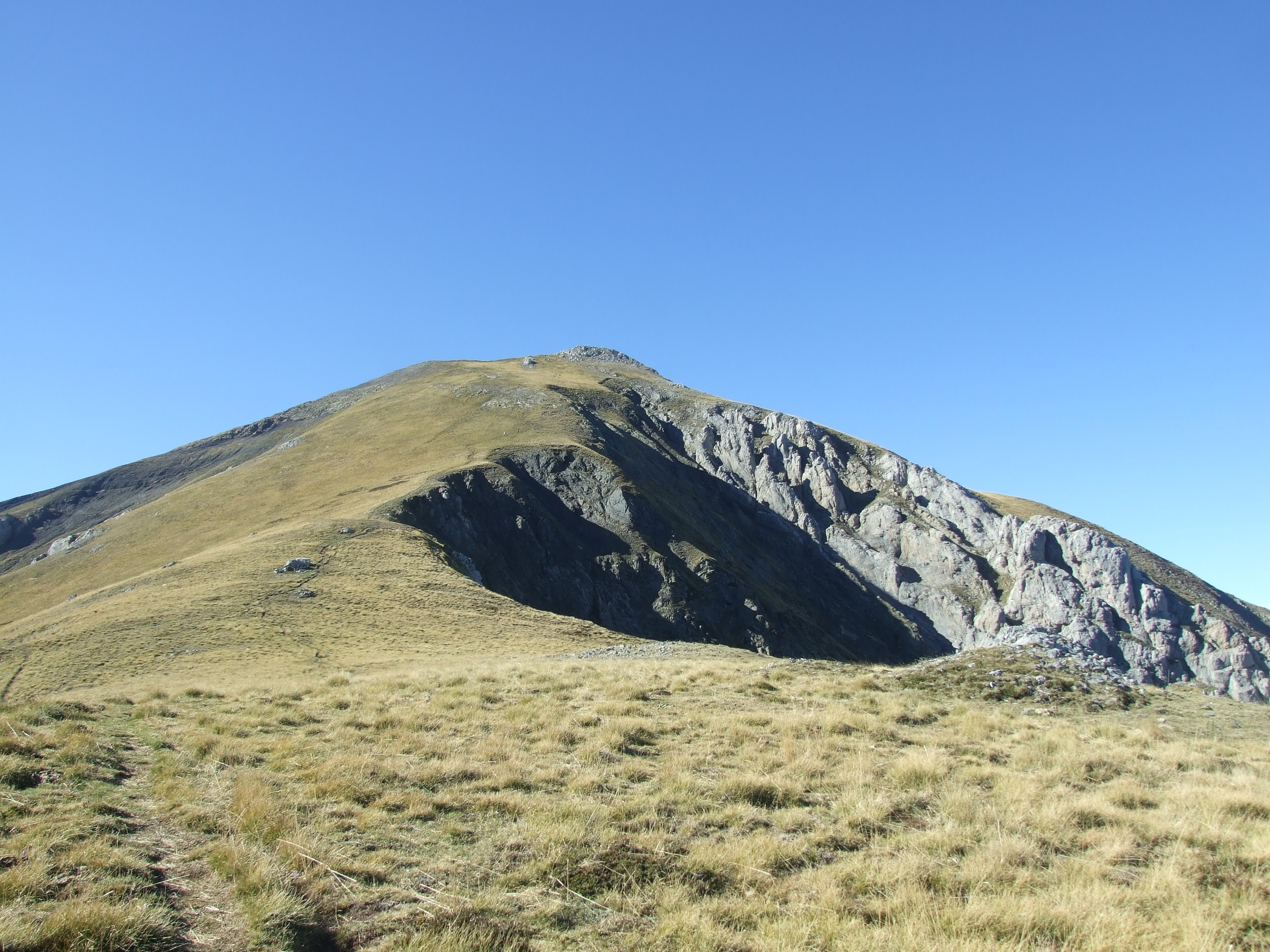
Último tramo de ascensión al Coriscao

La ruta de ascensión más habitual comienza en el Collado de Llesba, al cual se accede tras 1,5 km de pista forestal desde el alto del puerto de San Glorio (carretera N-621, que comunica León y Cantabria). La subida al puerto puede realizarse por la vertiente leonesa (más suave) desde Llánaves de la Reina, o desde la vertiente cántabra (más agreste) desde Potes, centro administrativo de Liébana. En un monumento al oso se puede dejar el vehículo e ir andando por la divisoria.
El tiempo calculado hasta el vértice es de dos horas y media.
La cima, junto con la del alto del Mediodía, ha sido considerada un buen mirador de las cimas vecinas de Peña Sagra y Peña Labra.